# Stein (efternamn)
Stein kan syfta på:

## Personer
Ett tyskt och judiskt efternamn, som burits av bland andra:
- Abby Stein
- Aurel Stein
- Ben Stein
- Björn Stein
- Charlotte von Stein
- Chris Stein
- Christian Gottfried Daniel Stein
- Clarence Stein
- Edith Stein
- Fritz Stein
- Gertrude Stein
- Harald Stein
- Henri Stein
- Heinrich von Stein
- Heinrich Friedrich Karl vom und zum Stein
- Hermann von Stein
- Jill Stein
- Jock Stein
- Johann Andreas Stein
- Joseph Stein
- Jule Styne
- Leo Stein
- Lizzy Stein
- Lorenz von Stein
- Peter Stein
- Philip Stein
- Sophus August Vilhelm Stein
- Theobald Stein
- Uli Stein
- Valdemar Stein
- Walter Stein
- Werner Stein
- William Stein
- William E. Stein